# Palais des Caisses d'Epargne Postales
Le Palais des Caisses d'Epargne Postales (en italien Palazzo delle Casse di Risparmio Postali) ou Palais Dante est un bâtiment monumental situé à Rome, sur la Piazza Dante dans le quartier Esquilino.
Il a été inauguré en 1912 comme siège des caisses d'épargne postales, et appartient à la Cassa Depositi e Prestiti. Depuis 2019, il est le siège des services du Renseignement italien.

## Histoire
Conçus par l'architecte Luigi Rolland au début du XXe siècle, les travaux ont commencé en 1911, et la construction a été réalisée par le Bureau spécial du génie civil. Il a été inauguré en 1912 par le sous-secrétaire de la poste Augusto Battaglieri. Il a ensuite été agrandi à la fin de la Grande Guerre.
Il servait à répondre aux besoins administratifs des caisses d'épargne postales, puis des services financiers de la Cassa Depositi e Prestiti, liée au ministère du Trésor, et enfin de la Poste italienne, qui l'utilisait jusqu'à il y a quelques années. Un abri anti-aérien célèbre a été créé dans le sous-sol du bâtiment pendant la Seconde Guerre mondiale , qui dans les années 1980 était occupé par une centrale ENEL.
En 2008, le bâtiment a été désigné comme siège des services secrets, et les rénovations ont commencé en 2012. En mai 2019, le nouveau quartier général du Renseignement italien a été inauguré et accueille les principaux bureaux du DIS, des agences Aisi et Aise, ainsi qu'une partie des bureaux opérationnels .

## Structure

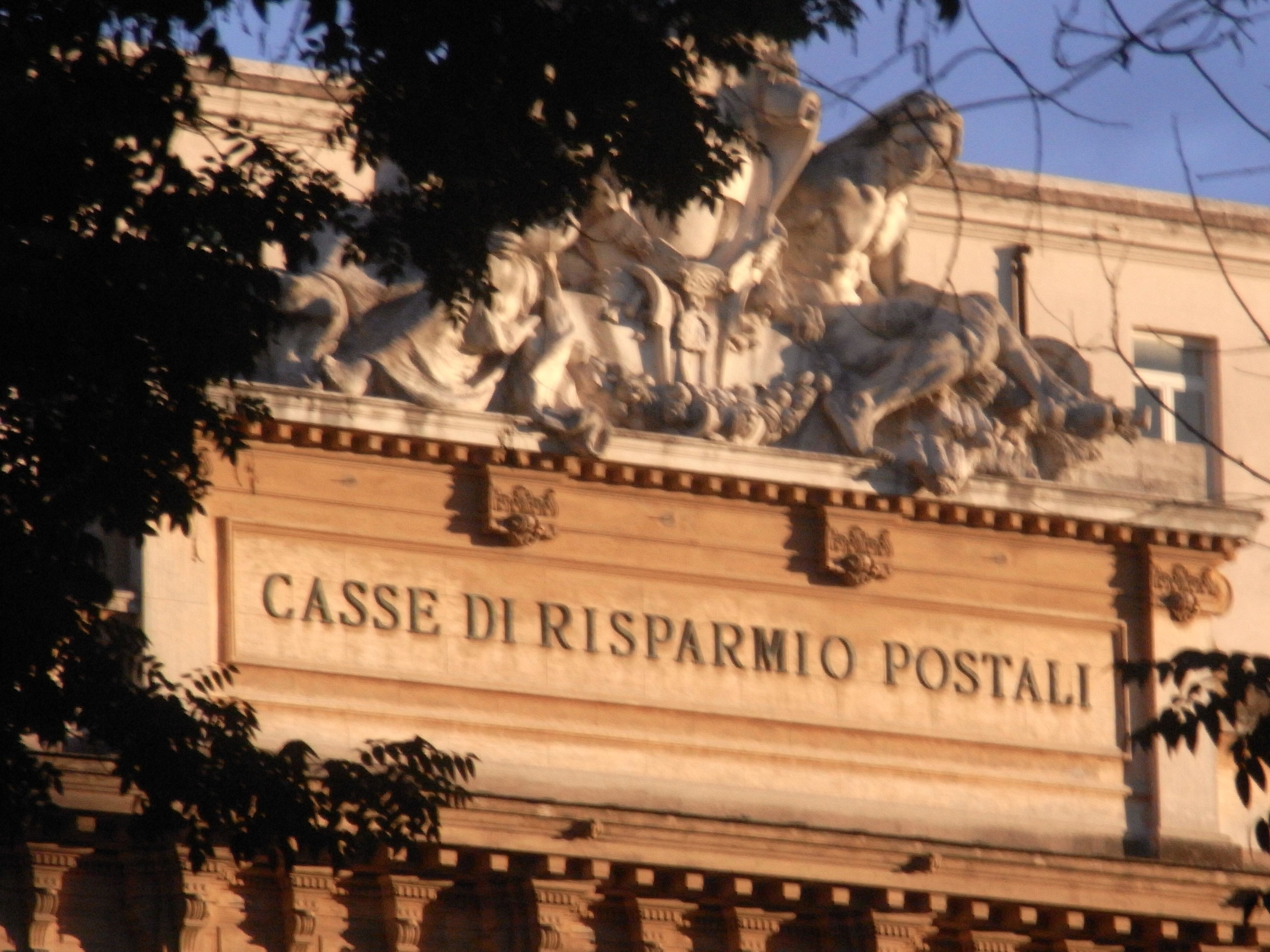
La frise sculpturale de la façade

L'édifice Art Nouveau est un bâtiment quadrangulaire avec un grand atrium central. Comportant initialement trois étages, deux étages supplémentaires ont été ajoutés en 1952. Il fait 11 182 mètres carrés, une centaine de mètres de côté et 28 mètres de haut. La façade est surmontée d'une frise sculpturale, composée d'armoiries et d'allégories faisant référence à l'État savoyard.
Le palais abrite un "Mur de la mémoire" dédié aux quatre morts des services de renseignement italiens après la guerre.